# Tefnut
| t · f | n · t | I13 |

| t · f | n · t | I13 |

Tefnut – w mitologii egipskiej bogini wilgoci i ciemnych otchłani podziemnych, żona boga Szu. Była pierwszym bytem żeńskim, matką Geba i Nut. Utożsamiana z wilgotnym, pasywnym, utrwalającym elementem świata. Przedstawiano ją jako kobietę z głową lwicy lub lwicę. Według niektórych wierzeń przyszła na świat drogą masturbacji boga Atuma.
Jako Oko Ra w postaci Maat strzegła ładu we wszechświecie.